# Araguaína Futebol e Regatas
El Araguaína Futebol e Regatas es un equipo de fútbol brasileño del municipio de Araguaína en el estado de Tocantins.

## Historia
Fue fundado el 28 de febrero de 1997 en Araguaína en el estado de Tocantins luego de que desapareciera el Araguaína Esporte Clube un año antes y es conocido por ser el club con la mayor afición del estado de Tocantins. El club es conocido como el Toro del Norte en alusión al Mercado agropecuario del municipio y porque en el municipio se cría mucho ganado bovino.
En 2004 juega por primera vez en el Campeonato Tocantinense donde pierde la final contra el Palmas. En 2005 se repite la historia perdiendo esta vez ante el Colinas, con la diferencia de que logran clasificar por primera vez al Campeonato Brasileño de Serie C de 2006, su primera aparición en una competición a escala nacional.
En 2006 en la tercera división nacional fue eliminado en la primera ronda al terminar en tercer lugar de su zona solo delante del Ulbra Ji-Paraná del estado de Rondonia, quedando a solo dos puntos de la clasificación y finalizando en el lugar 38. En ese mismo año gana el Campeonato Tocantinense por primera vez luego de su tercera final venciendo al Tocantinópolis, obteniendo nuevamente la clasificación a la Serie C y por primera vez a la Copa de Brasil en 2007.
En 2007 en la tercera división nacional jugó bien y originalmente logra la clasificación a la siguiente ronda, pero el club es sancionado con la pérdida de 12 puntos por la alineación indebida de Eucimar, aunque la decisión fue apelada y le dan la razón al Araguaína, no fue reinstalado en el torneo porque el resultado de la apelación llegó después de que iniciara la segunda ronda, y en la Copa de Brasil es eliminado en la primera ronda 1-3 por el Gama del Distrito Federal. En el Campeonato Tocantinense de ese año nuevamente pierde la final contra el Palmas.
En 2009 es campeón estatal por segunda ocasión y con ello obtienen la clasificación por primera vez al Campeonato Brasileño de Serie D y su regreso a la Copa de Brasil de 2010.
En la cuarta división nacional supera la primera ronda al quedar en segundo lugar de su zona junto al Brasília, en la segunda ronda elimina por la regla del gol de visitante al Treze del estado de Paraíba y en la tercera ronda se encuentra nuevamente con el Brasília y lo deja fuera con un global de 6-4; en los cuartos de final vence al Uberaba del estado de Minas Gerais en penales y pierde en semifinales contra el Guarany de Sobral del estado de Ceará por la regla del gol de visitante, pero obtiene el ascenso al Campeonato Brasileño de Serie C para 2011. En la Copa de Brasil de ese año es eliminado en la primera ronda 1-3 por el Guarani de Campinas del estado de Sao Paulo, mientras que en el Campeonato Tocantinense pierde la final ante el Gurupi EC.
El 2011 fue un año muy negativo para el club, ya que en el Campeonato Brasileño de Serie C terminó en último lugar de su zona entre cinco equipos donde solo pudo hacer un punto y terminó último lugar entre 20 equipos en la clasificación general, en el Campeonato Tocantinense terminó descendiendo a la segunda división estatal al terminar en séptimo lugar entre ocho equipos.
En 2012 participa en el Campeonato Brasileño de Serie D como equipo de segunda división estatal, y a consecuencia de ello es eliminado en la primera ronda de su zona al terminar en último lugar entre cinco equipos finalizando en último lugar entre 40 equipos en la clasificación general. El premio de consolación para el club en la temporada fue que ganaron el título del Campeonato Tocantinense de Segunda División en ese año y regresaron a la primera división estatal.

## Palmarés
- Campeonato Tocantinense: 2

2006, 2009
- Campeonato Tocantinense de Segunda División: 2

2012, 2017